# Liste von Seen in Deutschland/B
| Name                               | Stadt/Gemeinde/Landkreis                    | Land                      | Fläche in km² |
| ---------------------------------- | ------------------------------------------- | ------------------------- | ------------- |
| Baalensee                          | Fürstenberg/Havel                           | Brandenburg               | 0,19          |
| Baasee                             | Bad Freienwalde (Oder)                      | Brandenburg               | 0,034         |
| Baberowsee                         | Kagel                                       | Brandenburg               | 0,13          |
| Babker See                         | Kratzeburg                                  | Mecklenburg-Vorpommern    | 0,103         |
| Bärwalder See                      | Boxberg/O.L.                                | Sachsen                   | 13,60         |
| Baldeneysee                        | Essen                                       | Nordrhein-Westfalen       | 2,64          |
| Balksee                            | Wingst, Bülkau, Stinstedt                   | Niedersachsen             | 1,278         |
| Balzsee                            | Lohmen                                      | Mecklenburg-Vorpommern    |               |
| Bannwaldsee                        | Ostallgäu                                   | Bayern                    | 2,28          |
| Bansmeer                           | Emden                                       | Niedersachsen             | 0,24          |
| Banter See                         | Wilhelmshaven                               | Niedersachsen             | 1,04          |
| Barbarasee                         | Duisburg                                    | Nordrhein-Westfalen       |               |
| Barghauser See                     | Wilhelmshaven                               | Niedersachsen             | 0,14          |
| Barleber See I                     | Magdeburg                                   | Sachsen-Anhalt            | 1,03          |
| Barleber See II                    | Magdeburg                                   | Sachsen-Anhalt            | 0,51          |
| Barner Stücker See                 | Klein Trebbow                               | Mecklenburg-Vorpommern    | 0,102         |
| Barniner See                       | Crivitz                                     | Mecklenburg-Vorpommern    | 2,55          |
| Barschgrube                        | Eberswalde                                  | Brandenburg               |               |
| Barssee                            | Berlin                                      | Berlin                    |               |
| Barssee                            | Am Mellensee                                | Brandenburg               |               |
| Bauernsee                          | Grünheide                                   | Brandenburg               | 0,41          |
| Bauernsee                          | Wandlitz                                    | Brandenburg               |               |
| Bauernsee Woltersdorf              | Woltersdorf                                 | Brandenburg               |               |
| Beckenweiher (Wiesenfelden)        | Straubing-Bogen                             | Bayern                    | 0,10          |
| Bederkesaer See                    | Bad Bederkesa                               | Niedersachsen             | 2,15          |
| Beetzsee                           | Päwesin                                     | Brandenburg               |               |
| Behler See                         | Holsteinische Schweiz                       | Schleswig-Holstein        | 2,77          |
| Berger See                         | Gevelsberg                                  | Nordrhein-Westfalen       |               |
| Berggeistsee                       | Brühl                                       | Nordrhein-Westfalen       |               |
| Bergsee                            | Neu Gaarz                                   | Mecklenburg-Vorpommern    | 0,59          |
| Bernsteinsee                       | Marienwerder                                | Brandenburg               |               |
| Bernsteinsee                       | Hohen Neuendorf                             | Brandenburg               |               |
| Bernsteinsee                       | Sassenburg                                  | Niedersachsen             |               |
| Bergwitzsee                        | Bergwitz                                    | Sachsen-Anhalt            | 1,80          |
| Berliner See                       | Buggenhagen                                 | Mecklenburg-Vorpommern    | 0,062         |
| Bertasee                           | Duisburg                                    | Nordrhein-Westfalen       |               |
| Berzdorfer See                     | Görlitz                                     | Sachsen                   | 9,5           |
| Beversee                           | Bergkamen                                   | Nordrhein-Westfalen       | ca. 0,07      |
| Bevertalsperre                     | Hückeswagen, Radevormwald, Wipperfürth      | Nordrhein-Westfalen       | 1,1           |
| Bibelsee                           | Feldberger Seenlandschaft                   | Mecklenburg-Vorpommern    | 0,056         |
| Bibelsee                           | Penkun                                      | Mecklenburg-Vorpommern    | 0,009         |
| Biengartner Weiherplatte           | Gremsdorf                                   | Bayern                    |               |
| Biesdorfer Baggersee               | Berlin                                      | Berlin                    | 0,076         |
| Biggesee                           | Attendorn, Olpe                             | Nordrhein-Westfalen       | 8,95          |
| Binnensee                          | Pinnow                                      | Mecklenburg-Vorpommern    | 0,18          |
| Binnensee                          | Sternberg                                   | Mecklenburg-Vorpommern    |               |
| Birkensee                          | Röthenbach                                  | Bayern                    |               |
| Birkensee                          | Müncheberg                                  | Brandenburg               |               |
| Birkensee                          | Landkreis Dachau                            | Bayern                    |               |
| Bischdorfer See                    | Landkreis Oberspreewald-Lausitz             | Brandenburg               | 2,55          |
| Bistensee                          | Hüttener Berge                              | Schleswig-Holstein        | 1,456         |
| Blaibacher See                     | Blaibach (Oberpfalz)                        | Bayern                    | 0,47          |
| Blanke Hölle                       | Frankfurt (Oder)                            | Brandenburg               |               |
| Blankenburger See                  | Oldenburg                                   | Niedersachsen             | 0,19          |
| Blankenburger See                  | Oberuckersee                                | Brandenburg               | 0,66          |
| Blankensee                         | Blankensee                                  | Brandenburg               | 2,10          |
| Blankensee                         | Göhlen                                      | Brandenburg               |               |
| Blankensee                         | Lübeck                                      | Schleswig-Holstein        |               |
| Blaue Donau                        | Leverkusen                                  | Nordrhein-Westfalen       |               |
| Blauer See                         | Duisburg                                    | Nordrhein-Westfalen       |               |
| Blauer See                         | Dorsten                                     | Nordrhein-Westfalen       | 0,15          |
| Blauer See                         | Garbsen                                     | Niedersachsen             | 0,1           |
| Blauer See                         | Lünne                                       | Niedersachsen             | 0,354         |
| Blauer See                         | Marienwerder                                | Brandenburg               | 0,01          |
| Blauer See                         | Porta Westfalica                            | Nordrhein-Westfalen       |               |
| Blauer See                         | Ratingen                                    | Nordrhein-Westfalen       |               |
| Blauer See                         | Hüttenrode                                  | Sachsen-Anhalt            |               |
| Blauer See                         | Vettelschoß                                 | Rheinland-Pfalz           |               |
| Blausteinsee                       | Eschweiler                                  | Nordrhein-Westfalen       | 1             |
| Bleibtreusee                       | Brühl, Hürth                                | Nordrhein-Westfalen       | 0,74          |
| Bleiloch-Stausee                   | Gräfenwarth                                 | Thüringen                 | 9,2           |
| Blindensee                         | Schwarzwald                                 | Baden-Württemberg         |               |
| Blumenthalsee                      | Barnim-Oderbruch                            | Brandenburg               |               |
| Bockhorster Freizeitsee            | Bockhorst                                   | Niedersachsen             |               |
| Boddensee                          | Birkenwerder                                | Brandenburg               |               |
| Bodenloser See                     | Empfingen                                   | Baden-Württemberg         |               |
| Bodensee                           | Friedrichshafen, Konstanz, Überlingen u. a. | Baden-Württemberg, Bayern | 536           |
| Boekzeteler Meer                   | Moormerland                                 | Niedersachsen             | 0,13          |
| Bötzsee                            | Strausberg                                  | Brandenburg               |               |
| Bogensee                           | Lanke                                       | Brandenburg               | 0,092         |
| Bohnerzgrube                       | Heidenheim an der Brenz                     | Baden-Württemberg         |               |
| Boisdorfer See                     | Kerpen                                      | Nordrhein-Westfalen       | 0,17          |
| Böllertsee                         | Duisburg                                    | Nordrhein-Westfalen       |               |
| Bolzer See                         | Mustin                                      | Mecklenburg-Vorpommern    | 0,81          |
| Boocksee                           | Thelkow                                     | Mecklenburg-Vorpommern    | 0,07          |
| Bordesholmer See                   | Bordesholm                                  | Schleswig-Holstein        | 0,7           |
| Borgwallsee                        | Amt Niepars                                 | Mecklenburg-Vorpommern    | 3,89          |
| Borkener See                       | Borken / Schwalm-Eder-Kreis                 | Hessen                    | 1,4           |
| Borkower See                       | Borkow                                      | Mecklenburg-Vorpommern    | 0,196         |
| Borner See                         | Brüggen                                     | Nordrhein-Westfalen       |               |
| Bornsee                            | Ankershagen                                 | Mecklenburg-Vorpommern    | 0,16          |
| Bornstedter See                    | Potsdam                                     | Brandenburg               |               |
| Bostalsee                          | Sankt Wendel                                | Saarland                  | 1,2           |
| Brahmsee                           | Kreis Rendsburg-Eckernförde                 | Schleswig-Holstein        | 1,02          |
| Brammer See                        | Brammer / Kirchlinteln                      | Niedersachsen             |               |
| Breeser See                        | Lohmen                                      | Mecklenburg-Vorpommern    | 0,37          |
| Breiter Luzin                      | Feldberger Seenlandschaft                   | Mecklenburg-Vorpommern    | 3,45          |
| Breitenauer See                    | Landkreis Heilbronn                         | Baden-Württemberg         | 0,47          |
| Breitenbachtalsperre (Hilchenbach) | Hilchenbach                                 | Nordrhein-Westfalen       | 0,577         |
| Breites Wasser                     | Worpswede                                   | Niedersachsen             |               |
| Breitlingsee                       | Brandenburg an der Havel                    | Brandenburg               | 5,3           |
| Brooksee                           | Benitz                                      | Mecklenburg-Vorpommern    | 0,11          |
| Bruchsee (Heppenheim)              | Heppenheim (Bergstraße)                     | Hessen                    | 0,11          |
| Breyeller See, Kleiner             | Nettetal                                    | Nordrhein-Westfalen       | 0,053         |
| Breyeller See, Großer              | Nettetal                                    | Nordrhein-Westfalen       | 0,092         |
| Briesesee                          | Birkenwerder                                | Brandenburg               |               |
| Großer Brombachsee                 | Weißenburg-Gunzenhausen                     | Bayern                    | 9,1           |
| Kleiner Brombachsee                | Weißenburg-Gunzenhausen                     | Bayern                    | 2,5           |
| Brucher Talsperre                  | Marienheide                                 | Nordrhein-Westfalen       | 0,46          |
| Bruchteich                         | Haltern am See                              | Nordrhein-Westfalen       |               |
| Brückelsee                         | Schwandorf / Oberpfälzer Seenland           | Bayern                    | 1,51          |
| Brückentiner See                   | Wokuhl-Dabelow                              | Mecklenburg-Vorpommern    | 1,34          |
| Brummelviz                         | Reimershagen                                | Mecklenburg-Vorpommern    |               |
| Bucher Stausee                     | Rainau                                      | Baden-Württemberg         | 0,27          |
| Buckowsee                          | Märkische Schweiz                           | Brandenburg               | 0,14          |
| Bützower See                       | Bützow                                      | Mecklenburg-Vorpommern    | 0,98          |
| Bugasee                            | Kassel                                      | Hessen                    | 1,4           |
| Buhlbachsee                        | Baiersbronn                                 | Baden-Württemberg         |               |
| Buldener See                       | Dülmen                                      | Nordrhein-Westfalen       |               |
| Bullensee                          | Kirchtimke                                  | Niedersachsen             |               |
| Bullowsee                          | Roggentin                                   | Mecklenburg-Vorpommern    | 0,16          |
| Bultensee                          | Bremen                                      | Bremen                    | 0,052         |
| Bukowsee                           | Biesenthal                                  | Brandenburg               |               |
| Burgsee (Neu Gaarz)                | Neu Gaarz                                   | Mecklenburg-Vorpommern    |               |
| Burgsee (Plau)                     | Plau am See                                 | Mecklenburg-Vorpommern    |               |
| Burgsee (Schwerin)                 | Schwerin                                    | Mecklenburg-Vorpommern    | ca. 0,11      |
| Burgsee (Seelow-Land)              | Seelow-Land                                 | Brandenburg               |               |
| Burgwaldsee                        | Offenburg                                   | Baden-Württemberg         |               |
| Büttelwoog                         | Dahn                                        | Rheinland-Pfalz           |               |
| Bützsee                            | Wustrau-Altfriesack                         | Brandenburg               | 2,2           |
| Butzer See                         | Berlin                                      | Berlin                    |               |